# Emilia Eberleová
Gertrúd Emilia Eberleová provdaná Kollarová (* 4. března 1964 Arad) je bývalá rumunská sportovní gymnastka, členka silné generace, kterou trénoval Béla Károlyi a jeho manželka Márta.
Pochází z rodiny s maďarskými a německými kořeny. V soukromí vystupovala jako Trudi Eberleová, avšak funkcionáři ji nutili používat na soutěžích rumunsky znějící prostřední jméno Emilia. Gymnastice se věnovala od tří let po vzoru své matky, která byla v roce 1950 mistryní Rumunska. Připravovala se v klubu Cetate Deva a v roce 1976 se stala členkou rumunské reprezentace. V roce 1978 získala titul juniorské mistryně Evropy ve víceboji. Na mistrovství světa ve sportovní gymnastice 1978 byla druhá v soutěži družstev a třetí na kladině, bradlech a v prostných. Získala tři stříbrné medaile na mistrovství Evropy ve sportovní gymnastice 1979: ve víceboji, na kladině a na bradlech. Na mistrovství světa ve sportovní gymnastice 1979 přispěla k historicky prvnímu titulu Rumunska v soutěži družstev a stala se mistryní světa v prostných, byla třetí na bradlech a osmá ve víceboji. Vyhrála na bradlech a kladině na Světovém poháru 1979 a na mezinárodním gymnastickém mistrovství Rumunska byla v roce 1979 druhá a v roce 1980 třetí ve víceboji. Startovala také na Letních olympijských hrách 1980, kde získala stříbrnou medaili na bradlech a v soutěži družstev, ve víceboji obsadila šesté místo. Na Univerziádě v roce 1981 vyhrála na kladině a bradlech a v roce 1983 byla druhá ve víceboji.
Kariéru ukončila v roce 1983 a pracovala v továrně na hodinky v rodném Aradu. V květnu 1989 opustila Rumunsko, žila v Maďarsku a od roku 1991 v USA. Provdala se za maďarského judistu Ference Kollára, mají syna Rolanda. Působí jako trenérka v Pozsar's Gymnastics Academy v Sacramentu. V roce 2008 poskytla médiím rozhovor, kde popsala brutální zacházení, kterému byla jako závodnice vystavena od Károlyiových.